# Дурнов, Абрам Лейбович
Абрам Лейбович (Львович) Дурнов (1906—1978) — советский инженер-химик, лауреат Сталинской премии.

## Биография
В довоенные и послевоенные годы работал на Кусковском химическом заводе в должностях до главного механика. Во время войны — в эвакуации в Новосибирске (Новосибирский химический завод).
Похоронен на Востряковском кладбище (Квадрат 48, ряд 2, ограда/участок 83).

## Семья
Жена — Дурнова Бася Ароновна (1907—1984), главный врач поликлиники. Сын — Лев Дурнов (1931—2005), действительный член Российской академии медицинских наук (1998).

## Награды и звания
Сталинская премия 1948 года — за разработку и внедрение в производство новых химических продуктов (производство особо чистых эфиров 2-этилгексилового спирта, фталевой и себациновой кислот) (в составе коллектива: Мошкин, Пантелеймон Афанасьевич, руководитель работ, нач. лаборатории, Дурнов, Абрам Лейбович, Игонин, Леонид Андреевич, Куценко, Арон Иосифович, Акутин, Модест Сергеевич, инженеры Кусковского химзавода, Дубинин, Борис Михайлович, ст. н. с. ИОХАН).
Награждён орденами и медалями.